# Engenthal (Kreis Sibiu)
Engenthal (rumänisch Mighindoala) ist ein Dorf im Kreis Sibiu in Rumänien.
1975 bestand das Dorf aus 50 Häusern. Bis 2004 ging die Bevölkerungszahl auf 4 Einwohner zurück und bei der Aufnahme von 2021 wurden keine Menschen registriert.

## Bilder

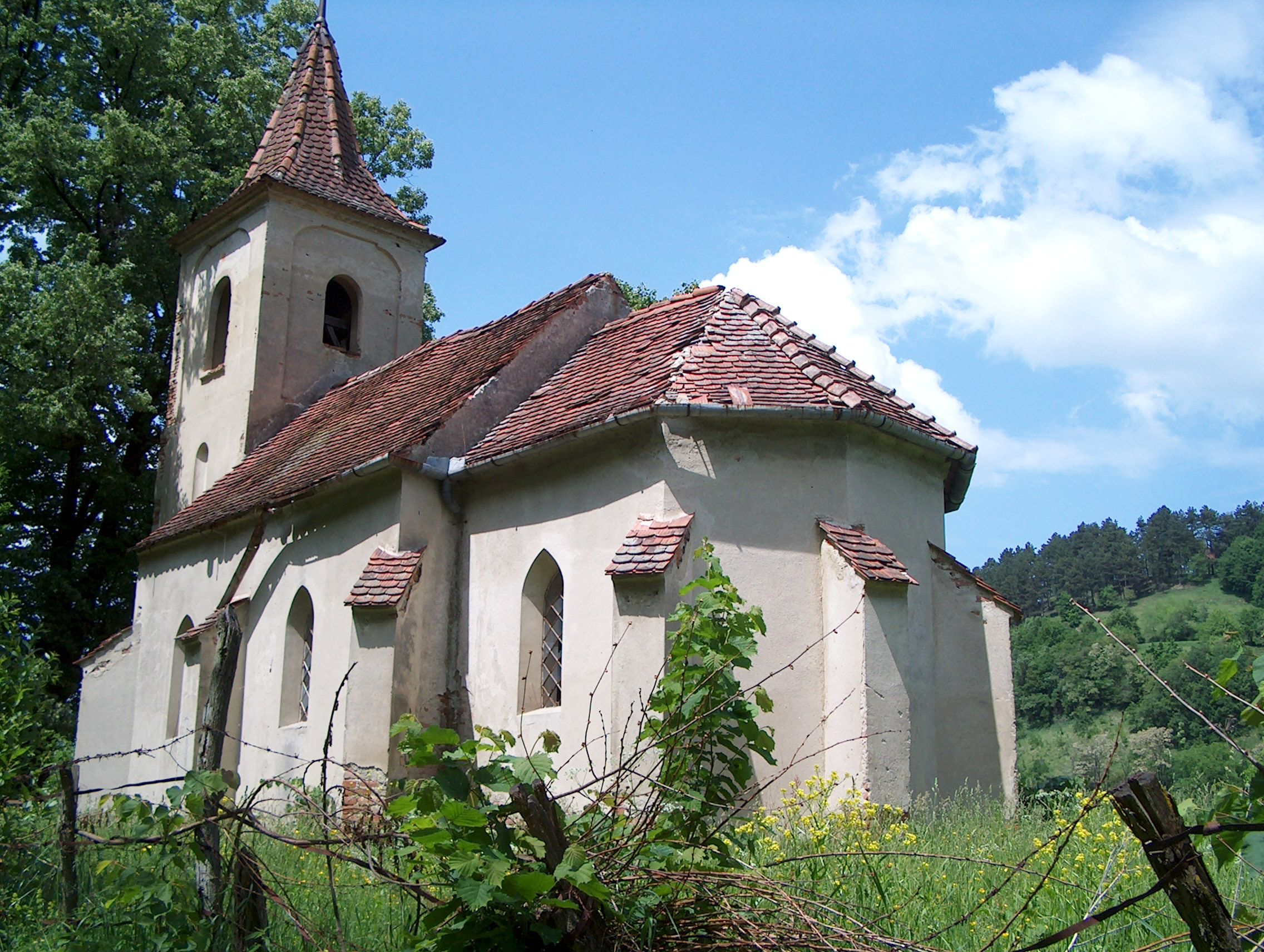
Sächsische Kirche (2003)
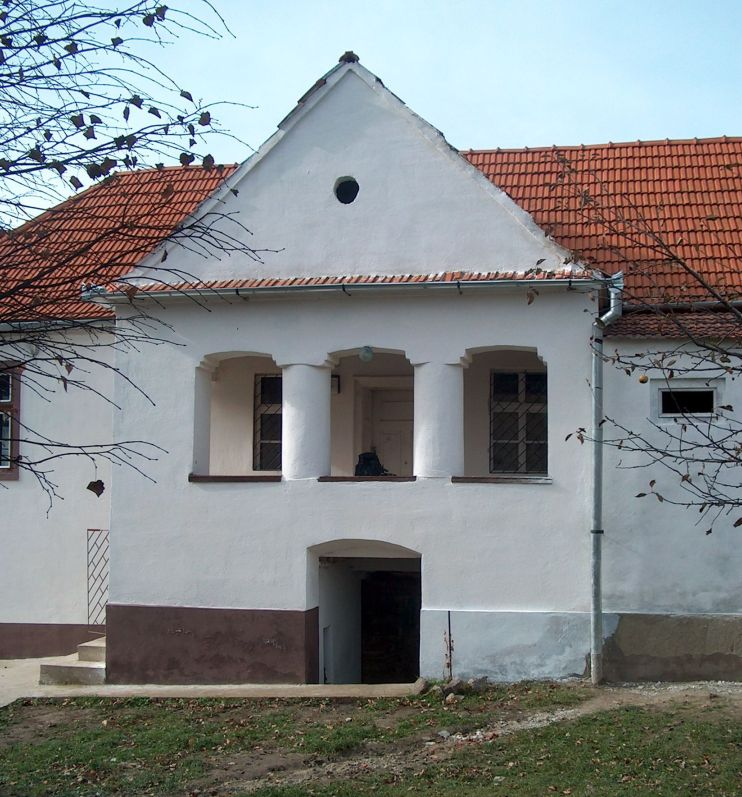
Haus in Engenthal (2003)